# 约翰·哈钦森 (足球运动员)
约翰·保罗·哈钦森（John Paul Hutchinson，1979年12月29日—），是一名前马耳他裔澳大利亚职业足球运动员，司职中场，職業生涯長期效力澳大利亚职业足球联赛球队中岸水手直至退休，他亦曾是马耳他国家足球队的成员。

## 俱乐部生涯
哈钦森出生于澳大利亚维多利亚州摩威尔，并在家乡球队摩威尔飞马接受青年足球训练。1996年加入澳大利亚国家足球联赛球队吉普斯兰猎鹰，开始职业足球生涯，之后他又先后加盟国家足球联赛球队北部精神和新南威尔士州超级联赛球队曼立联。2005年，他加盟中部海岸水手参加首届澳大利亚职业足球联赛，他在联赛中的出彩表现使他成为联赛最有影响力的中场球员之一。
2011年7月，哈钦森租借加盟中部海岸水手的兄弟球队、中国足球超级联赛球队成都谢菲联半年。 他代表成都谢菲联在2011赛季下半赛季出场14次，并射进3球，但无法挽救球队降级的命运。虽然成都谢菲联在2012赛季有意续租哈钦森，但因中部海岸水手需要参加亚足联冠军联赛而作罢。
2015年3月，赫捷臣正式宣布將在球季結束後退休，由於球隊主教練菲爾·摩斯被辭退，他亦臨時充當球員兼教練，並於下季開始正式出任球隊的助教。7月10日將舉行其告別賽。

## 国家队生涯
哈钦森拥有四分之一的马耳他血统，并在2009年选择加入马耳他国家足球队。2009年5月6日，他在马耳他0比1不敌捷克国家队的友谊赛中完成在国家队的首次亮相。

## 執教生涯
哈钦森在2023年球季擔任橫濱FC的助教，並在2024年加入哈里·凯维尔於橫濱水手的教練團隊。在凯维尔的合約被球會解除後，哈钦森於2024年7月15日成為橫濱水手暫代教練。